# Quatuor Tana
 (septembre 2023).
Le Quatuor Tana est un quatuor à cordes français formé en 2004.

## Formation
Ni calculée ni préméditée, la singularité du quatuor Tana repose sur leur répertoire, indéniablement original et résolument contemporain. D’une seule voix, ses musiciens imposent quatre volontés et quatre énergies attachées aux traditions du quatuor mais également fermement décidées à en élargir le cadre pour aller chercher dans la création contemporaine une expression personnelle.[réf. nécessaire] Leur insatiable curiosité musicale leur fait explorer les multiples facettes, styles et richesses des partitions créées par des compositeurs vivants qu’ils proposent lors de leurs concerts où le grand répertoire et les chefs-d’œuvre de demain fraternisent sans complexe.
Leurs activités au service de la création ont été largement récompensées. Ils sont lauréats de la Fondation Proquartet-CEMC et de l’Académie du Festival de Verbier (musique de chambre) et obtiennent le prix Fuga décerné par l'Union des compositeurs belges en 2012. Les membres du Quatuor Tana ont été les premiers lauréats HSBC de l'Académie de musique de chambre du Festival d'Aix-en-Provence en 2013 et ont obtenu en Belgique, la même année, une Octave de la musique dans la catégorie Musique contemporaine. 
Le quatuor Tana se produit dans les grands festivals et meilleures salles du monde entier parmi lesquels la Biennale de Quatuors à cordes à la Philharmonie de Paris, MUSICA à Strasbourg, Berlioz, La Folle Journée, Saint-Denis, IRCAM/Manifeste, Aix-en-Provence, Clé de Soleil à Lille, Musiques du GMEM, Controtempo, Verbier, Ars Musica, Klara, Darmstadt, Faithful à Berlin, Girona, San Sebastian, Mostra Sonora/Valencia, Palau de la Musica à Barcelone, Auditorium du Louvre, Villa Médicis à Rome, Pharos Foundation à Chypre, Wigmore Hall, Conway Hall, Festival Vale of Glamorgan, BOZAR, Konzerthaus de Vienne, Concertgebouw de Bruges, Auditorium de Dijon, Abbaye de Royaumont…
Le quatuor Tana est un pionnier en nouvelles technologies, ce qui en fait un partenaire privilégié des centres de recherches comme l'Ircam (Paris), le Centre Henri Pousseur (Liège), le GMEM (Marseille) et ArtZoyd (Valenciennes). Il est le créateur de la première pièce jamais écrite pour instruments hybrides, les Tanainstruments, du compositeur péruvien Juan Gonzalo Arroyo, présentée à Strasbourg en janvier 2015.  
Le succès de leur CD (Intrada) réunissant l’intégrale des sept quatuors à cordes du compositeur français Jacques Lenot (Coup de cœur de l'Académie Charles Cros 2016) a encouragé leur aventure discographique. Leur deuxième disque pour le label Paraty, Shadows, consacré à la musique saturée (Bedrossian, Cendo et Robin), est paru en janvier 2016 avec les honneurs de la presse. Un troisième enregistrement pour le même label de pièces pour quatuor et électronique sera disponible en 2017. Entretemps, le quatuor a sorti le 11 septembre 2016 une autre intégrale : celle de Steve Reich pour MegaDisc Classic, saluée du CHOC classica du mois de septembre 2016!
Le quatuor a suivi l'enseignement de maîtres reconnus tels Alfred Brendel, Gabor Takacs, ainsi que David Alberman, Andrés Keller, au sein des académies d’Aix-en-Provence et Verbier. Dans le cadre des formations ProQuartet, il a eu la chance de travailler avec Paul Katz, Walter Levin, Eberhard Feltz, Alasdair Tait, Nicholas Kirchen, Louis Fima et Natalia Prishepenko.
Le Collectif Tana reçoit l’aide du ministère de la Culture et de la Communication/Direction régionale des Affaires culturelles des Hauts-de-France. Il est également soutenu par Musique nouvelle en liberté, le Fonds pour la création musicale, Musique française d'aujourd'hui, la SPEDIDAM, la SACEM et l’ADAMI.

## Membres
- Premier violon : Antoine Maisonhaute
- Second violon : Ivan Lebrun
- Alto : Julie Michael
- Violoncelle : Jeanne Maisonhaute

## Discographie
- Le Ciel Retrouvé, intégrale des sept quatuors de Jacques Lenot (2014, 3 CD Intrada) (OCLC 997424314). Primé par « 4 » Diapason et une Anaclase (décembre 2014)
- Et il écoutait le vent, Quintette pour quatuor à cordes et trompette de Jacques Lenot, L'Oiseau Prophète 001 (2015)
- WTC 9/11 ; Different Trains, Steve Reich (juin 2016, MégaDisc Classics) (OCLC 1019824237). « Choc » de Classica, septembre 2016
- Shadows, Quatuors de Yann Robin, Raphaël Cendo et Franck Bedrossian (2016, Paraty)
- Eclerectic attracta. Baudoin de Jaer, musique de chambre (2017, Sub Rosa) (OCLC 974985029)
- Volts, Quatuors et électronique. Romitelli, Arroyo, Canedo, Havel, Nouno (2017, Paraty)
- Seven, Sept quatuors à cordes de Philip Glass (2018, 2 CD Mégadisc Classics) (OCLC 1085977799).
- David Achenberg, Quatre quatuors à cordes (2019, Paraty) — Les troisième et quatrième quatuors sont dédiés à l'ensemble[2].
- Philip Glass, King Lear, string quartets n°8 & 9 (written for Tana Quartet), SOOND

## Prix
- Lauréat de la Verbier Festival Academy Chamber Music (2012)
- Lauréat du Trophée Fuga décerné par l'Union des compositeurs belges (2012)
- Octaves de la musique, catégorie Musique contemporaine (2013)[3]
- Lauréat HSBC de l'Académie européenne de musique du Festival d'Aix-en-Provence (2013)
- « Coup de cœur » Charles Cros pour l'intégrale Le Ciel retrouvé chez Intrada des 7 quatuors de Jacques Lenot
- Anaclase décembre 2014 pour l'intégrale Le Ciel retrouvé chez Intrada des 7 quatuors de Jacques Lenot
- Lauréat de la Fondation Proquartet-CEMC (2014)[4]
- Nommés pour Octaves de la musique, catégorie de Musique contemporaine (2015)
- Nommés pour Octaves de la musique, catégorie de Musique contemporaine (2016)
- « Choc » de Classica, septembre 2016 pour WTC 9/11
- Nommés pour Octaves de la musique, catégorie de Musique contemporaine (2017)
- « Choc » de Classica, novembre 2018 pour Seven, Philip Glass string quartets.
- "Choc" de Classica mai 2022 pour King Lear, Philip Glass string quartet n°8 & 9